# Pieter Borsseler
Pieter Borsseler of Pieter Borselaer (Middelburg, 1633/34 - aldaar, na 1687) was een Nederlandse portretschilder uit de Gouden Eeuw, die ook actief was in Engeland.

## Biografie
Borsseler werd geboren in 1633 of 1634 te Middelburg als zoon van Cornelis Pieters Borselaer (*1612) en Catelijntje Cornelis. Via zijn vader afstammeling van het Nederlandse patriciërsgeslacht Bostelaar uit Middelburg. Hij was een leerling van Thomas Willeboirts Bosschaert tussen 1651 en 1654 in Antwerpen. Hij keerde uiteindelijk terug naar Middelburg, maar verbleef tussen 1665 en 1679 in Groot-Brittannië. In 1681 zou hij in Den Haag zijn en vanaf 1684 verbleef hij weer in Middelburg.
Het vroegst bekende gedateerde werk van Borsseler komt uit 1664, dit is een portret van een dame dat te zien is in het Rijksmuseum Amsterdam. Zijn eerste gesigneerde werk is echter een portret van de wetenschapper William Dugdale (1605 - 1686) uit 1665.
Borsseler portretteerde ook de dichter Samuel Butler, te zien in het National Portrait Gallery. Waarschijnlijk schilderde Borsseler ook het zogenaamde Chesterfieldportret van William Shakespeare, gebaseerd op het bekendere Chandosportret. Beide portretten zijn gemaakt in 1665.
Borsselers stijl lijkt het meeste op die van zijn Brits-Nederlandse collega-schilder Gerard Soest, die toevallig ook een portret van Butler en Shakespeare schilderde.
- Biografisch Portaal: 20554154
- RKD-Nederlands Instituut voor Kunstgeschiedenis: 10853
- Union List of Artist Names: 500027922
- Virtual International Authority File: 95853929